# Roepie Kruize
Jan Hendrik "Roepie" Kruize (Heemstede, Nizozemska, 18. siječnja 1925. – Haag, Nizozemska, 14. veljače 1992.) je bivši nizozemski hokejaš na travi. 
Igrao je kao junior u Larensche Mixed Hockey Club, a kasnije u HHIJC-u (Haagsche Hockey en IJshockeyclub), klubu koji je kasnije spajanjem s klubom TOGO-om (Tot Ons Genoegen Opgericht) nastao HC Klein Zwitserland. Njegov brat je bio Gerrit Kruize, koji je 1955. uzeo američko državljanstvo i zaigrao za SAD na OI 1956. u Melbourneu.
Bio je jednim od najslavnijih nizozemskih igrača u poraću nakon Drugog svjetskog rata. 
Ostvario je impresivni učinak od 69 pogodaka u samo 56 međunarodnih susreta. 
Njegovi sinovi Hans, Hidde i Ties su bili nizozemski reprezentativci. Nijedan od njih nije nadišao očev rezultat; Ties je ostvario 167 u 202 susreta, Hans 14 u 99 susreta, a Hidde 30 u 95.
Osvojio je brončano odličje na hokejaškom turniru na Olimpijskim igrama 1948. u Londonu igrajući za Nizozemsku. 
Osvojio je srebrno odličje na hokejaškom turniru na Olimpijskim igrama 1952. u Helsinkiju igrajući za Nizozemsku. 
U drugoj polovici '60-ih je bio trenerom nizozemskog predstavništva jednu godinu. 
Umro je u Haagu u 67. godini.

## Vanjske poveznice
- Nizozemski olimpijski odbor  Arhivirana inačica izvorne stranice od 10. srpnja 2007. (Wayback Machine)
- Profil na Sports-Reference.com  Arhivirana inačica izvorne stranice od 30. siječnja 2012. (Wayback Machine)